# أندرو جي. ثاير
أندرو جي. ثاير هو محامي وقاضي وسياسي أمريكي، ولد في 27 نوفمبر 1818 في ليما في الولايات المتحدة، وتوفي في 28 أبريل 1873 في كورفاليس في الولايات المتحدة. نشط حزبياً في الحزب الديمقراطي. وقد انتخب المدعي العام ‏ وانتخب عضو مجلس النواب الأمريكي ‏.